# Доналд О'Конър
Доналд Дейвид Диксън Роналд О'Конър (на английски: Donald David Dixon Ronald O’Connor) е американски актьор, певец, режисьор, продуцент и танцьор.
Най-отличителната характеристика на неговия стил на танцуване е неговият атлетизъм. Все пак момчешкият му чар е това, което публиката намириа за най-привлекателният аспект от неговата личност през цялата му кариера. Има две звезди на Холивудската алея на славата,

## Биография
Роден е на 28 август 1925 г. в Чикаго в семейство на водевилни актьори. От ранна възраст се научава да пее, танцува, и играе комедийни роли. Когато О'Конър е само на две години, той и седемгодишната му сестра Арлийн са блъснати от кола, докато пресичат улицата пред театър в Хартфорд, Кънектикът. Доналд оцелява, но сестра му умира. Няколко седмици по-късно баща му умира от сърдечен удар, докато танцува на сцената в Броктън, Масачузетс. Брат му Били почива десетилетие по-късно от скарлатина, а най-големият му брат и друга сестра умират от алкохолизъм през 1959 г. Други трима братя и сестри почиват по време на раждане.
Прави филмовия си дебют в киното през 1937 г. когато е на 12 години с филма „Не може да продължи вечно“, където партнира на Бинг Кросби. Последният му филм е от 1997 г., „В открито море“ с Джак Лемън и Уолтър Матау. Носител е на Златен глобус и Еми. Неговата най-известна роля е тази на приятеля на Джийн Кели във филма „Аз пея под дъжда“.
Има два брака и четири деца – две дъщери и двама сина. Първият му брак е през 1944 г. с Гуендолин Картър, когато той е на 18, а тя на 20 години. Двамата се женят в Тихуана. Заедно имат едно дете, дъщеря Дона. Двойката се развежда през 1954 г. Според докладите по времето, когато двойката се разделя, О'Конър остава само с кучето. О’Конър се жени за втората си съпруга, актрисата Глория Нобъл, през 1956 г. и те остават заедно до смъртта му през 2003 г. През 1990 г. претърпява сърдечна операция, а през 1998 г. преживява двойна пневмония. Умира от усложнения след сърдечна недостатъчност през 2003 г. Имат три деца, син Доналд Фредерик, дъщеря Алиша и син Кевин. Нобъл почива през 2013 г

## Избрана филмография
| Година | Филм             | Оригинално заглавие | Роля        | Режисьор                 |
| ------ | ---------------- | ------------------- | ----------- | ------------------------ |
| 1952   | Аз пея под дъжда | Singin' in the Rain | Космо Браун | Джийн Кели, Стенли Донън |
| 1992   | Играчки          | Toys                | Кенет Зево  | Бари Левинсън            |